# The Joy Formidable

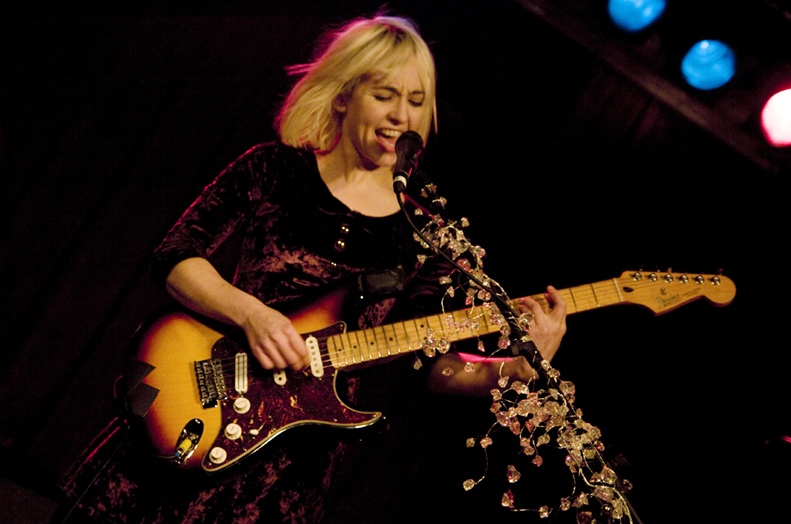
Ritzy Bryan in Barcelona, 2011

The Joy Formidable ist eine dreiköpfige britische Rockband, die aus dem Norden von Wales stammt und mittlerweile in London, England, ansässig ist. Ritzy Bryan (Gesang, Gitarre) and Rhydian Dafydd (Gesang, Bass) spielten ursprünglich zusammen in der New Wave/Post-Punk-Band Sidecar Kisses, ehe sich die Band auflöste.
2007 formierte sich die Band neu unter dem Namen The Joy Formidable, mit Justin Stahley am Schlagzeug. Ihre Musik wird als „ursprünglicher, epischer Grunge-Rock à la The Breeders, Arcade Fire und Yeah Yeah Yeahs“ beschrieben.

## Bandgeschichte

### Gründung und AlbumA Balloon Called Moaning
Nach ihrer Gründung 2007 und der Veröffentlichung von „Cradle“ als Download im Juli 2008 gab die Band am 18. August 2008 ihre Debütsingle „Austere“ auf CD heraus. Die Times beschrieb sie als „verträumten Indie-Pop“.
„Austere“ folgte eine zweite Single, eine limitierte Ausgabe von „Cradle“ auf CD. Das Mini-Album A Balloon Called Moaning mit acht Titeln erschien im Dezember 2008 zunächst nur in Japan und erst im Februar 2009 als CD und als (gekürzte) kostenlose Download-Version.
Zur Promotion der Platte trat die Band auf mehreren Festivals auf, unter anderem beim Latitude Festival und beim Reading Festival, in dieser Zeit wurde Stahley von Matthew Thomas am Schlagzeug ersetzt.
Die dritte Single „Whirring“ kam im Mai 2009 auf den Markt. Ende des Jahres 2009 erschien die (nur digital erhältliche) kostenlose Single „Greyhounds in the Slips“, die vom ehemaligen Mansun-Frontman Paul Draper produziert wurde. Ein limitiertes Live-Album namens First You Have To Get Mad wurde am 30. November 2009 herausgegeben.
Die Band tourte im Vereinigten Königreich unter anderem mit den Editors und Passion Pit.

### Reguläres Debütalbum
Die sechste Single der Band, „Popinjay“, wurde am 21. Februar 2010 bei iTunes veröffentlicht. Am 5. April folgte die Veröffentlichung der Single auf CD, die dem bislang noch namenlosen, ersten regulären Album vorausgeht.
Zur Promotion von Single und Album ist die Band seit 14. März 2010 auf einer Tour mit 18 Konzertterminen durch das Vereinigte Königreich.

## Diskografie

### Alben
- A Balloon Called Moaning (17. Februar 2008)
- First You Have to Get Mad (20. November 2009)
- The Big Roar (24. Januar 2011)
- Wolf's Law (21. Februar 2013)
- Hitch (25. März 2016)
- Aaarth (28. September 2018)
- Into The Blue (20. August 2021)

### Singles
- Austere (18. August 2008)
- My Beerdrunk Soul is Sadder Than a Hundred Dead Christmas Trees (22. Dezember 2008)
- Cradle (2. Februar 2009)
- Whirring (25. Mai 2009)
- Greyhounds in the Slips (8. September 2009)
- Popinjay (21. Februar 2010)